# Agrius cordiae
Agrius cordiae is een vlinder uit de familie van de pijlstaarten (Sphingidae). De wetenschappelijke naam van de soort werd in 1984 gepubliceerd door Riotte.